# Six-Red World Championship 2019
Il Six-Red World Championship 2019 è il quinto evento della stagione 2019-2020 di snooker, il secondo Non-Ranking ed è la 11ª edizione di questo torneo che si è disputato dal 2 al 7 settembre 2019 a Bangkok in Thailandia.
2° Six-Red World Championship e 2º Torneo Variante per Stephen Maguire.
Finale 2018: Kyren Wilson 8-4 Ding Junhui

## Montepremi
- Vincitore: 3 500 000 baht
- Finalista: 1 300 000 baht
- Semifinalisti: 750 000 baht
- Quarti di Finale: 375 000 baht
- Sedicesimi di Finale: 150 000 baht
- 3º nella Fase a Gironi: 75 000 baht
- 4º nella Fase a Gironi: 50 000 baht

## Regolamento
Il Six-Red World Championship è il primo dei due tornei varianti, ovvero con un cambio di tipologia dalla classica partita a snooker.
Infatti questo torneo, come si può capire dal nome, ha solo 6 rosse in gioco da abbinare ovviamente ai colori con i punti che rimangono invariabili. Il Break più alto realizzabile è 75.

## Fase a gironi
Le partite della Fase a gironi si giocheranno tra il 2 e il 4 settembre. I primi due giocatori di ogni gruppo e i restanti due vengono eliminati.
| Fase a gironi          |
| ---------------------- |
| Al meglio dei 9 frames |

Il Ranking indicato è quello prima dell'inizio della competizione.

### Gruppo A
| N° | Giocatore            | Vittorie | Sconfitte | Frame Vinti | Frame Persi | Differenza | Ranking      |
| -- | -------------------- | -------- | --------- | ----------- | ----------- | ---------- | ------------ |
| 1  | Passakorn Suwannawat | 3        | 0         | 15          | 7           | +8         | (Dilettante) |
| 2  | Kyren Wilson         | 2        | 1         | 12          | 9           | +3         | 8            |
| 3  | Anthony McGill       | 1        | 2         | 8           | 13          | -5         | 23           |
| 4  | Mohamed Shehab       | 0        | 3         | 9           | 15          | -6         | (Dilettante) |

#### 1ª Giornata
| Giocatore            | Giocatore      | Risultato |
| -------------------- | -------------- | --------- |
| Kyren Wilson         | Anthony McGill | 5 - 2     |
| Passakorn Suwannawat | Mohamed Shehab | 5 - 4     |

#### 2ª Giornata
| Giocatore      | Giocatore            | Risultato |
| -------------- | -------------------- | --------- |
| Kyren Wilson   | Mohamed Shehab       | 5 - 2     |
| Anthony McGill | Passakorn Suwannawat | 1 - 5     |

#### 3ª Giornata
| Giocatore      | Giocatore            | Risultato |
| -------------- | -------------------- | --------- |
| Kyren Wilson   | Passakorn Suwannawat | 2 - 5     |
| Anthony McGill | Mohamed Shehab       | 5 - 3     |

### Gruppo B
| N° | Giocatore                  | Vittorie | Sconfitte | Frame Vinti | Frame Persi | Differenza | Ranking      |
| -- | -------------------------- | -------- | --------- | ----------- | ----------- | ---------- | ------------ |
| 1  | Stephen Maguire            | 3        | 0         | 15          | 3           | +12        | 15           |
| 2  | Wu Yize                    | 1        | 2         | 9           | 10          | -1         | (Dilettante) |
| 3  | Luca Brecel                | 1        | 2         | 8           | 13          | -5         | 25           |
| 4  | Kritsanut Lertsattayathorn | 1        | 2         | 7           | 13          | -6         | (Dilettante) |

#### 1ª Giornata
| Giocatore                  | Giocatore       | Risultato |
| -------------------------- | --------------- | --------- |
| Kritsanut Lertsattayathorn | Wu Yize         | 0 - 5     |
| Luca Brecel                | Stephen Maguire | 0 - 5     |

2ª Giornata
| Giocatore       | Giocatore                  | Risultato |
| --------------- | -------------------------- | --------- |
| Stephen Maguire | Wu Yize                    | 5 - 1     |
| Luca Brecel     | Kritsanut Lertsattayathorn | 3 - 5     |

3ª Giornata
| Giocatore       | Giocatore                  | Risultato |
| --------------- | -------------------------- | --------- |
| Stephen Maguire | Kritsanut Lertsattayathorn | 5 - 2     |
| Luca Brecel     | Wu Yize                    | 5 - 3     |

### Gruppo C
| N° | Giocatore        | Vittorie | Sconfitte | Frame Vinti | Frame Persi | Differenza | Ranking      |
| -- | ---------------- | -------- | --------- | ----------- | ----------- | ---------- | ------------ |
| 1  | Ding Junhui      | 3        | 0         | 15          | 8           | +7         | 9            |
| 2  | Joe Perry        | 2        | 1         | 13          | 9           | +4         | 17           |
| 3  | Noppon Saengkham | 1        | 2         | 12          | 11          | +1         | 39           |
| 4  | Reanne Evans     | 0        | 3         | 3           | 15          | -12        | (Dilettante) |

1ª Giornata
| Giocatore        | Giocatore    | Risultato |
| ---------------- | ------------ | --------- |
| Ding Junhui      | Joe Perry    | 5 - 3     |
| Noppon Saengkham | Reanne Evans | 5 - 1     |

2ª Giornata
| Giocatore   | Giocatore        | Risultato |
| ----------- | ---------------- | --------- |
| Ding Junhui | Noppon Saengkham | 5 - 3     |
| Joe Perry   | Reanne Evans     | 5 - 0     |

3ª Giornata
| Giocatore   | Giocatore        | Risultato |
| ----------- | ---------------- | --------- |
| Ding Junhui | Reanne Evans     | 5 - 2     |
| Joe Perry   | Noppon Saengkham | 5 - 4     |

### Gruppo D
| N° | Giocatore              | Vittorie | Sconfitte | Frame Vinti | Frame Persi | Differenza | Ranking      |
| -- | ---------------------- | -------- | --------- | ----------- | ----------- | ---------- | ------------ |
| 1  | Gary Wilson            | 3        | 0         | 15          | 8           | +7         | 19           |
| 2  | Mark Selby             | 2        | 1         | 14          | 8           | +6         | 6            |
| 3  | Sunny Akani            | 1        | 2         | 10          | 11          | -1         | 53           |
| 4  | Bernard Tey Choon Kiat | 0        | 3         | 3           | 15          | -12        | (Dilettante) |

1ª Giornata
| Giocatore   | Giocatore              | Risultato |
| ----------- | ---------------------- | --------- |
| Gary Wilson | Sunny Akani            | 5 - 3     |
| Mark Selby  | Bernard Tey Choon Kiat | 5 - 1     |

2ª Giornata
| Giocatore   | Giocatore              | Risultato |
| ----------- | ---------------------- | --------- |
| Mark Selby  | Gary Wilson            | 4 - 5     |
| Sunny Akani | Bernard Tey Choon Kiat | 5 - 1     |

3ª Giornata
| Giocatore   | Giocatore              | Risultato |
| ----------- | ---------------------- | --------- |
| Mark Selby  | Sunny Akani            | 5 - 2     |
| Gary Wilson | Bernard Tey Choon Kiat | 5 - 1     |

### Gruppo E
| N° | Giocatore     | Vittorie | Sconfitte | Frame Vinti | Frame Persi | Differenza | Ranking      |
| -- | ------------- | -------- | --------- | ----------- | ----------- | ---------- | ------------ |
| 1  | John Higgins  | 3        | 0         | 15          | 6           | +9         | 5            |
| 2  | Yan Bingtao   | 2        | 1         | 10          | 9           | +1         | 18           |
| 3  | James Wattana | 1        | 2         | 9           | 12          | -3         | 82           |
| 4  | Kurt Dunham   | 0        | 3         | 8           | 15          | -7         | (Dilettante) |

1ª Giornata
| Giocatore    | Giocatore     | Risultato |
| ------------ | ------------- | --------- |
| John Higgins | James Wattana | 5 - 3     |
| Yan Bingtao  | Kurt Dunham   | 5 - 3     |

2ª Giornata
| Giocatore     | Giocatore   | Risultato |
| ------------- | ----------- | --------- |
| John Higgins  | Yan Bingtao | 5 - 0     |
| James Wattana | Kurt Dunham | 5 - 2     |

3ª Giornata
| Giocatore    | Giocatore     | Risultato |
| ------------ | ------------- | --------- |
| John Higgins | Kurt Dunham   | 5 - 3     |
| Yan Bingtao  | James Wattana | 5 - 1     |

### Gruppo F
| N° | Giocatore      | Vittorie | Sconfitte | Frame Vinti | Frame Persi | Differenza | Ranking      |
| -- | -------------- | -------- | --------- | ----------- | ----------- | ---------- | ------------ |
| 1  | David Gilbert  | 3        | 0         | 15          | 6           | +9         | 12           |
| 2  | Jimmy White    | 2        | 1         | 13          | 10          | +3         | 119          |
| 3  | Ryan Day       | 1        | 2         | 12          | 11          | +1         | 20           |
| 4  | Mohamed Khairy | 0        | 3         | 4           | 15          | -11        | (Dilettante) |

1ª Giornata
| Giocatore     | Giocatore      | Risultato |
| ------------- | -------------- | --------- |
| David Gilbert | Jimmy White    | 5 - 3     |
| Ryan Day      | Mohamed Khairy | 5 - 1     |

2ª Giornata
| Giocatore     | Giocatore      | Risultato |
| ------------- | -------------- | --------- |
| David Gilbert | Mohamed Khairy | 5 - 2     |
| Ryan Day      | Jimmy White    | 4 - 5     |

3ª Giornata
| Giocatore     | Giocatore      | Risultato |
| ------------- | -------------- | --------- |
| David Gilbert | Ryan Day       | 5 - 3     |
| Jimmy White   | Mohamed Khairy | 5 - 1     |

### Gruppo G
| N° | Giocatore         | Vittorie | Sconfitte | Frame Vinti | Frame Persi | Differenza | Ranking      |
| -- | ----------------- | -------- | --------- | ----------- | ----------- | ---------- | ------------ |
| 1  | Stuart Bingham    | 3        | 0         | 15          | 4           | +11        | 13           |
| 2  | Ali Carter        | 2        | 1         | 11          | 9           | +2         | 16           |
| 3  | Ken Doherty       | 1        | 2         | 12          | 12          | 0          | 61           |
| 4  | Alexis Callewaert | 0        | 3         | 2           | 15          | -13        | (Dilettante) |

1ª Giornata
| Giocatore      | Giocatore         | Risultato |
| -------------- | ----------------- | --------- |
| Stuart Bingham | Ken Doherty       | 5 - 3     |
| Ali Carter     | Alexis Callewaert | 5 - 0     |

2ª Giornata
| Giocatore      | Giocatore         | Risultato |
| -------------- | ----------------- | --------- |
| Stuart Bingham | Alexis Callewaert | 5 - 0     |
| Ali Carter     | Ken Doherty       | 5 - 4     |

3ª Giornata
| Giocatore      | Giocatore         | Risultato |
| -------------- | ----------------- | --------- |
| Stuart Bingham | Ali Carter        | 5 - 1     |
| Ken Doherty    | Alexis Callewaert | 5 - 2     |

### Gruppo H
| N° | Giocatore          | Vittorie | Sconfitte | Frame Vinti | Frame Persi | Differenza | Ranking      |
| -- | ------------------ | -------- | --------- | ----------- | ----------- | ---------- | ------------ |
| 1  | Mark Williams      | 3        | 0         | 15          | 7           | +8         | 3            |
| 2  | Graeme Dott        | 2        | 1         | 14          | 10          | +4         | 21           |
| 3  | Thepchaiya Un-Nooh | 1        | 2         | 10          | 13          | -3         | 37           |
| 4  | Ng On Yee          | 0        | 3         | 6           | 15          | -9         | (Dilettante) |

1ª Giornata
| Giocatore     | Giocatore          | Risultato |
| ------------- | ------------------ | --------- |
| Mark Williams | Thepchaiya Un-Nooh | 5 - 2     |
| Graeme Dott   | Ng On Yee          | 5 - 2     |

2ª Giornata
| Giocatore          | Giocatore   | Risultato |
| ------------------ | ----------- | --------- |
| Mark Williams      | Graeme Dott | 5 - 4     |
| Thepchaiya Un-Nooh | Ng On Yee   | 5 - 3     |

3ª Giornata
| Giocatore     | Giocatore          | Risultato |
| ------------- | ------------------ | --------- |
| Mark Williams | Ng On Yee          | 5 - 1     |
| Graeme Dott   | Thepchaiya Un-Nooh | 5 - 3     |

## Fase a eliminazione diretta
| Sedicesimi di Finale      | Quarti di Finale          | Semifinali              | Finale                  |
| ------------------------- | ------------------------- | ----------------------- | ----------------------- |
| Al meglio degli 11 frames | Al meglio degli 11 frames | Al meglio dei 13 frames | Al meglio dei 15 frames |

Il Ranking indicato è quello prima dell'inizio della competizione.
| Giocatore            | Giocatore    | Risultato | Ranking Giocatore 1 | Ranking Giocatore 2 |
| -------------------- | ------------ | --------- | ------------------- | ------------------- |
| Stuart Bingham       | Mark Selby   | 6 - 2     | 13                  | 6                   |
| John Higgins         | Wu Yize      | 6 - 4     | 5                   | (Dilettante)        |
| David Gilbert        | Kyren Wilson | 6 - 4     | 12                  | 8                   |
| Mark Williams        | Joe Perry    | 6 - 1     | 3                   | 17                  |
| Passakorn Suwannawat | Ali Carter   | 5 - 6     | (Dilettante)        | 16                  |
| Stephen Maguire      | Jimmy White  | 6 - 5     | 15                  | 119                 |
| Ding Junhui          | Graeme Dott  | 6 - 4     | 9                   | 21                  |
| Gary Wilson          | Yan Bingtao  | 6 - 5     | 19                  | 18                  |

| Giocatore      | Giocatore       | Risultato | Ranking Giocatore 1 | Ranking Giocatore 2 |
| -------------- | --------------- | --------- | ------------------- | ------------------- |
| John Higgins   | David Gilbert   | 6 - 4     | 5                   | 12                  |
| Stuart Bingham | Mark Williams   | 3 - 6     | 13                  | 3                   |
| Ali Carter     | Stephen Maguire | 2 - 6     | 16                  | 15                  |
| Ding Junhui    | Gary Wilson     | 5 - 6     | 9                   | 19                  |

| Giocatore       | Giocatore     | Risultato | Ranking Giocatore 1 | Ranking Giocatore 2 |
| --------------- | ------------- | --------- | ------------------- | ------------------- |
| Stephen Maguire | Gary Wilson   | 7 - 5     | 15                  | 19                  |
| John Higgins    | Mark Williams | 7 - 5     | 5                   | 3                   |

| FINALE Bangkok Convention Centre, Bangkok, Thailandia, 7 settembre 2019 ARBITRO: ? | FINALE Bangkok Convention Centre, Bangkok, Thailandia, 7 settembre 2019 ARBITRO: ? | FINALE Bangkok Convention Centre, Bangkok, Thailandia, 7 settembre 2019 ARBITRO: ? |
| Stephen Maguire (15)                                                               | 8 - 6                                                                              | John Higgins (5)                                                                   |
| ---------------------------------------------------------------------------------- | ---------------------------------------------------------------------------------- | ---------------------------------------------------------------------------------- |
| SESSIONE UNICA: 1-0 2-0 3-0 3-1 3-2 3-3 3-4 4-4 5-4 6-4 6-5 6-6 7-6 8-6 (8-6)      |                                                                                    |                                                                                    |
| MIGLIOR BREAK: ? MAXIMUM BREAK (75): 0                                             | [ 3 ]                                                                              | MIGLIOR BREAK: 58 MAXIMUM BREAK (75): 0                                            |
| Stephen Maguire vince il Six-Red World Championship 2019                           |                                                                                    |                                                                                    |

### Statistiche
| Giocatore                  | Numero di frames vinti |
| -------------------------- | ---------------------- |
| Stephen Maguire            | 42                     |
| John Higgins               | 40                     |
| Mark Williams              | 32                     |
| Gary Wilson                | 32                     |
| Ding Junhui                | 26                     |
| David Gilbert              | 25                     |
| Stuart Bingham             | 24                     |
| Passakorn Suwannawat       | 20                     |
| Ali Carter                 | 19                     |
| Graeme Dott                | 18                     |
| Jimmy White                | 18                     |
| Mark Selby                 | 16                     |
| Kyren Wilson               | 16                     |
| Yan Bingtao                | 15                     |
| Joe Perry                  | 14                     |
| Wu Yize                    | 13                     |
| Noppon Saengkham           | 12                     |
| Ryan Day                   | 12                     |
| Ken Doherty                | 12                     |
| Sunny Akani                | 10                     |
| Thepchaiya Un-Nooh         | 10                     |
| Mohamed Shehab             | 9                      |
| James Wattana              | 9                      |
| Anthony McGill             | 8                      |
| Luca Brecel                | 8                      |
| Kurt Dunham                | 8                      |
| Kritsanut Lertsattayathorn | 7                      |
| Ng On Yee                  | 6                      |
| Mohamed Khairy             | 4                      |
| Reanne Evans               | 3                      |
| Bernard Tey Choon Kiat     | 3                      |
| Alexis Callewaert          | 2                      |

### Break Massimi da 75 (1)
| N° | Giocatore          |
| -- | ------------------ |
| 1  | Thepchaiya Un-Nooh |